# Shchors (phim)
Shchors (tiếng Nga: Щорс) là một bộ phim khai thác đề tài Nội chiến Nga của đạo diễn Aleksandr Dovzhenko, phát hành lần đầu năm 1939.
Ngày 27 tháng 2 năm 1935, trong cuộc họp của Đoàn Chủ tịch Hội đồng Dân ủy Trung ương Liên Xô, sau khi Mikhail I.Kalinin trao tặng Huân chương Lenin cho Aleksandr Petrovich Dovzhenko vì những đóng góp trong sự phát triển nền Điện ảnh Soviet (nhân dịp kỷ niệm 15 năm thành lập ngành), lãnh tụ Soviet tối cao lúc đó là Iosif Stalin bỗng nói "Đồng chí ấy còn nợ một "Chapayev" của Ukraina đấy !".
Ý kiến đó đã khiến nhà điện ảnh kỳ cựu không khỏi trăn trở và tìm tòi, cuối cùng ông đã chọn người anh hùng thời Nội chiến của Ukraina - Sư trưởng Nikolai Shchors (1895 - 1919) và đã đọc cả thảy hai mươi tư tập văn kiện lịch sử về nhân vật này. Đọc xong, ông đã đi tới một kết luận rằng, vẫn còn thiếu rất nhiều ký ức của những chiến sĩ đã từng sống và chiến đấu bên cạnh Shchors. Khi bắt tay và viết kịch bản phim, ông muốn "...nêu lên trong phim hình tượng trong suốt như pha lê của chính Shchors ngoài đời".

## Diễn viên
- Yevgeny Samoylov... Nikolai Shchors
- Ivan Skuratov... cụ Bozhenko
- Yu. Bantysh
- D. Barbinsky
- A. Borisoglabskaya
- Sergey Komarov
- Dmitry Milyutenko
- Ambrosy Buchma
- Hans Klering
- Nikolai Komissarov
- Stepan Shkurat
- Valentin Dukler... Isaac Tyshler
- Aleksandr Grechanyi
- Fyodor Ishchenko... Petro Chish
- Lavrenty Masokha
- Luka Lyashenko... Severin Chernyak/bố Petro Chish
- D.Kadnikov
- Aleksandr Khvylia... Savka
- D.Kostenko
- P.Krasilich
- Nikolai Kryuchkov
- Nikolai Makarenko
- Pyotr Masokha
- Dmitry Milyutenko
- Nina Nikitina... Nastya
- G.Polezhayev
- P.Tatarenko
- Yury Titov
- Gavriil Nelidov
- Osvald Grazunov
- Yury Lavrov
- P.Vadechky
- Vyacheslav Gomolyaka
- Aleksandr Segal

## Ê-kíp
- Chỉ đạo nghệ thuật: Morits Umansky

## Hậu trường
Vào những năm tháng khi cả thế giới đang bị bao phủ bởi một đám mây mù hung tợn là chủ nghĩa phát xít, Dovzhenko bằng sức mạnh khái quát hết sức rộng lớn trong phim "Shchors" đã nhắc nhở mọi người về sức mạnh của một dân tộc đứng lên chống lại bọn xâm lược nước ngoài. Bộ phim "Shchors" được xây dựng trong giai đoạn mới của nền Điện ảnh Soviet, khi đó các bộ phim đã có tiếng nói. Làm phim này Dovzhenko không còn phải thốt lên như trong phim "Đất" rằng: "Tiếc thay, ta không thể cất lên tiếng nói trong Điện ảnh được !".
"Shchors" ra đời khi Điện ảnh Soviet đã có "Chào mừng" (Yukyevich đạo diễn) và "Chapayev" (hai anh em nhà Vasilyev đạo diễn), khi Điện ảnh Soviet đã có được những phát minh nghệ thuật sâu sắc trong việc mô tả các nhân vật thời đại, những hình tượng có tính cách sâu đậm trên màn ảnh có tiếng nói. Để xây dựng nên bộ phim này, Dovzhenko không thể bỏ qua kinh nghiệm ấy được. Chẳng những thế, nhiệm vụ xây dựng hình tượng nhân vật trong "Shchors" lại cần phải khác hẳn với những lối xử lý của ông trong các bộ phim khác, đặc biệt là với nhân vật Timosh trong "Công binh xưởng".
Nikolai Shchors trước hết là một nhân vật có thật, một nhân vật lịch sử. Vì vậy ở đây nhà nghệ sĩ không thể xử lý tư liệu theo lối lãng mạn hóa như thông thường. Thế mà Dovzhenko, một con người đã gắn bó rất chặt chẽ với truyền thống văn học - nghệ thuật dân gian của quê hương Ukraina, vẫn khắc họa nhân vật của mình theo phương pháp điển hình hóa gần giống chất văn học dân gian. Cá nhân Shchors quả là một hình tượng cao đẹp đối với một nhà nghệ sĩ thuộc trường phái lãng mạn như Dovzhenko.
Trong nội tâm con người vị Sư trưởng thời Nội chiến ấy có sự tập trung của những đức tính trong sạch nhất, cao thượng nhất, sôi nổi nhất mà các chiến sĩ Cách mạng vốn có. Trong một buổi giảng dạy ở lớp Đạo diễn Điện ảnh năm 1942, Dovzhenko đã nói rằng, ở "Shchors" có những phẩm chất của cả Chapayev lẫn Furmanov. Ông cũng nói, khi xem phim chắc chắn chúng ta sẽ tìm thấy ở Shchors tài năng rực rỡ của một người chỉ huy, tinh thần quyết tử nơi chiến trận miễn sao cho Tổ quốc quyết sinh. Đồng thời ta cũng thấy ở người anh hùng ấy sự đòi hỏi rất nghiêm khắc về tính kỷ luật, đức hi sinh quên mình đối với các chiến sĩ trong chiến đấu cũng như trong rèn luyện.
Dovzhenko đã nói rằng: "Tôi đã hiến dâng toàn bộ kinh nghiệm sống của mình cho "Shchors"... Tôi đã làm bộ phim này với tất cả tình yêu và sức làm việc căng thẳng đến mức cao độ của mình, như thể xây dựng một tượng đài về nhân dân, như một biểu hiện tình yêu và lòng kính trọng sâu sắc của mình đối với người anh hùng của Tháng Mười Ukraina vĩ đại. Tôi đã làm bộ phim này với tất cả tình cảm tựa hồ như sáng tác của tôi đã được thực hiện không phải trên những trang giấy tội nghiệp mỏng manh mà là trên đá hay trên thép, tựa hồ như ông có quyền sống hàng thế kỷ...".
Trong bức thư của các cán bộ Điện ảnh Moskva có đoạn viết: "Phim "Shchors" là tác phẩm Điện ảnh ẩn chứa một sức mạnh mãnh liệt, sự trong sáng trữ tình và tính Đảng rất cao. Đó là thắng lợi lớn lao của Điện ảnh Ukraina và toàn thể Liên bang Soviet. Đó là tượng đài Shchors và những người anh hùng thời Nội chiến!".

### Âm nhạc trong phim
- Chim họa mi[2] (nhạc: Vasily Solovyov-Sedoy, lời: Aleksey Fatyanov)